# Soledad (Honduras)
Soledad (uit het Spaans: "Eenzaamheid") is een gemeente (gemeentecode 0714) in het departement El Paraíso in Honduras.
De hoofdplaats ligt op 80 km van Yuscarán, in een geaccidenteerd terrein dat omgeven is door bergen. In het zuidwesten ligt de rivier Cañas.

## Bevolking
De bevolking is als volgt verdeeld:
| Vrouwen | 2597 | 49,5% |
| Mannen  | 2653 | 50,5% |

## Dorpen
De gemeente bestaat uit negen dorpen (aldea), waarvan de grootste qua inwoneraantal: Soledad (code 071401) en Santo Domingo (071408).